# Oversteps
| Recensione | Giudizio |
| ---------- | -------- |
| AllMusic   |          |
| Pitchfork  | 7.2/10   |
| Ondarock   | 6/10     |

Oversteps è il decimo album da studio del gruppo inglese di musica elettronica Autechre, pubblicato nel 2010 con l'etichetta discografica Warp Records.
L'album è stato definito come una sorta di ritorno al passato nelle sonorità del gruppo, abbandonando parzialmente gli astrattismi degli ultimi album e ritornando alle melodie che caratterizzavano i lavori dei primi anni 90.

## Tracce
1. r ess – 5:13
2. ilanders – 5:32
3. known(1) – 4:43
4. pt2ph8 – 4:10
5. qplay – 4:39
6. see on see – 4:37
7. Treale – 6:05
8. os veix3 – 4:38
9. O=0 – 4:53
10. d-sho qub – 6:26
11. st epreo – 4:08
12. redfall – 3:49
13. krYlon – 6:09
14. Yuop – 6:22
15. Xektses sql – 3:01 – (Bonus track per la versione giapponese)